# Gildemeester (Utrecht)
Gildemeester (ook: Van Gheel Gildemeester) is een Nederlands geslacht dat militairen en bestuurders voortbracht.

## Geschiedenis
De stamreeks begint met Johannes Gildemeester, messenmaker, die in 1680 burger te Utrecht werd. Zijn kleinzoon Daniel (1714-1793) was Nederlands consul-generaal te Lissabon. Diens zoon, Hendrik (1759-1823), was politicus en trouwde met Sibertina Frederika Cornelia van Gheel van Spanbroek (1758-1834). Hun zoon Cornelis Jan (1785-1850) verkreeg bij KB in 1825 naamstoevoeging tot Van Gheel Gildemeester en was de stamvader van de tak met die geslachtsnaam.
In 1915 werd het geslacht opgenomen in het genealogische naslagwerk Nederland's Patriciaat, tegelijkertijd met een geslacht met diezelfde naam.

## Enkele telgen
Daniel Gildemeester (1714-1793), Nederlands consul-generaal te Lissabon
- Hendrik Gildemeester (1759-1823), directeur-generaal van de Levantsche handel en van de kolonie Berbice, lid van het provinciaal bestuur van Holland, lid van het Wetgevend Lichaam; trouwde in 1782 met Sibertina Frederika Cornelia van Gheel van Spanbroek (1758-1834)
  - Cornelis Jan van Gheel Gildemeester (1785-1850), bierbrouwer
    - Theodore Corneille van Gheel Gildemeester (1825-1878)
      - Cornelis Jan van Gheel Gildemeester (1852-1901), 2e luitenant der infanterie; trouwde in 1874 met Petronella Johanna van Heurn (1850-1927), zus van luitenant-kolonel jhr. Nicolaas Cornelis van Heurn, 1853-1918; zij hertrouwde met luitenant-generaal W.Th. Philipsen
        - Frans Paul Albert van Gheel Gildemeester (1875-1942), kolonel der infanterie
        - Francis Frederik Hendrik van Gheel Gildemeester (1879-1935), directeur van de N.V. Gebouw voor Kunsten en Wetenschappen (Den Haag)

      - Catharina Quirina van Gheel Gildemeester (1850-1927); trouwde in 1877 met haar neef dr. Francis van Gheel Gildemeester (1855-1929), predikant

    - George van Gheel Gildemeester (1829-1903), fabrikant te Breda
      - dr. Francis van Gheel Gildemeester (1855-1929), predikant; trouwde in 1877 met zijn nicht Catharina Quirina van Gheel Gildemeester (1850-1927)
      - Pauline Albertine van Gheel Gildemeester (1864-), directrice der Christelijke Normaalschool voor onderwijzeressen
      - Catharine Quirina van Gheel Gildemeester (1868-1955), schrijfster van kinderboeken; trouwde in 1893 dr. Jacobus Richardus Callenbach (1862-1945), predikant, schrijver van historische romans, zoon van George Frans Callenbach (1833-1916), oprichter en firmant firma C.F. Callenbach, boekhandel en uitgeverij
      - Elisabeth Sophie van Gheel Gildemeester (1872-), directrice van het gesticht "Bethel"